# Wasiugan
Wasiugan (ros. Васюган) – rzeka w azjatyckiej części Rosji, na południu Niziny Zachodniosyberyjskiej, lewy dopływ Obu. Nazwa rzeki jest tłumaczona z języka miejscowej ludności jako "żółta rzeka". Źródła w Rezerwacie Wasiugańskim. Przepływa przez obwód tomski.
Długość – 1082 km, powierzchnia zlewni – 61 800 km², średni przepływ – 345 m³/s. Żeglowna do 886 km od ujścia.
Główne dopływy: Niurolka, Cziertała – prawe, Czyżapka, Jagyljacha – lewe.
Miejscowości położone nad rzeką: Majsk, Nowy Wasiugan, Ajpołowo, Nowy Tiewriz, Sriedni Wasiugan, Stara Bieriozowka, Ust-Czyżapka, Naunak, Bolszaja Griwa, Starojugino, Nowojugino, Bondarka, osiedle Naftowców.
W dorzeczu Wasiuganu znajdują się pokłady ropy naftowej i gazu.

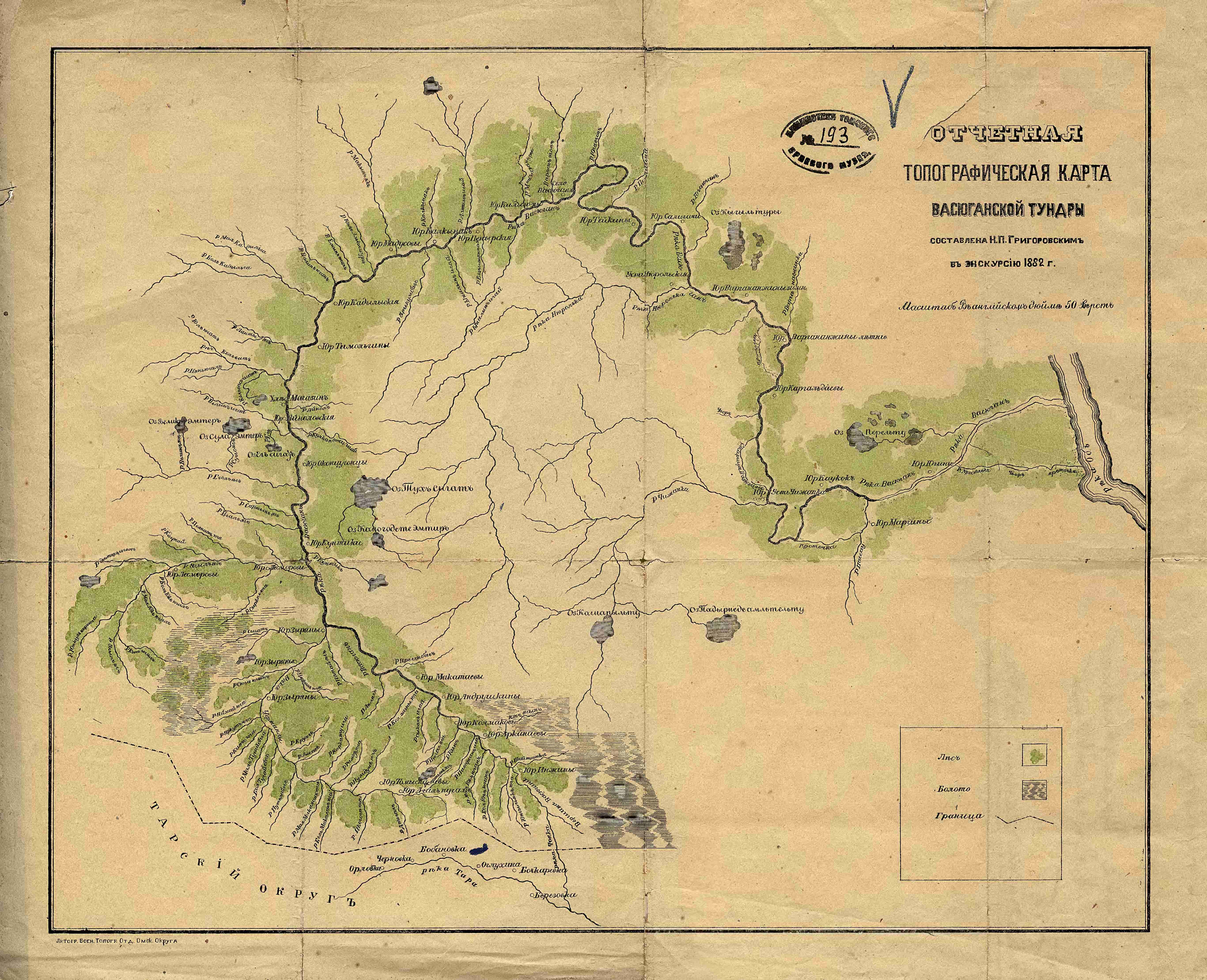
Mapa tundry wasiugańskiej (1882)